# Sanctuaire (film, 1989)
Pour les articles homonymes, voir Sanctuaire (homonymie).
Série
Démons 2
(1986)
Pour plus de détails, voir Fiche technique et Distribution.
Sanctuaire (titre original : La chiesa) est un film d'épouvante fantastique italien réalisé par Michele Soavi, sorti en 1989. 

## Synopsis
Durant le Moyen Âge, des chevaliers teutoniques éliminent tout un village accusé d'hérésie et de sorcellerie. Pour purifier le lieu, une cathédrale est bâtie sur les cadavres de ces villageois considérés comme possédés et soupçonnés d'être des partisans de Satan. Cette construction est censée enterrer les forces du Mal pour l'éternité.
Des siècles plus tard, de nos jours, lors des travaux de restauration de l'édifice, une jeune femme, Lisa, découvre un parchemin dissimulé dans la paroi du sous-sol de l'église et contacte un jeune bibliothécaire, Evan, pour qu'il le déchiffre. Ce dernier tente de le décrypter mais il délivre, sans le savoir, des esprits maléfiques. Alors que le bâtiment religieux enferme un groupe de visiteurs à cause d'un mécanisme accidentellement déclenché par Evan, autrefois pensé par l'architecte de la cathédrale, les démons s'échappent du charnier pour prendre le contrôle de leurs corps et les poussent à commettre des atrocités entre eux.

## Fiche technique
- Titre original : La chiesa
- Titre français : Sanctuaire[1],[2]
- Réalisation : Michele Soavi
- Scénario : Franco Ferrini, Michele Soavi, Lamberto Bava (non crédité), Dardano Sacchetti (non crédité)
- Photographie : Renato Tafuri
- Montage : Franco Fraticelli
- Musique : Keith Emerson, Goblin, Philip Glass
- Décors : Massimo Antonello Geleng
- Effets spéciaux : Renato Agostini, Sergio Stivaletti
- Costumes : Maurizio Paiola
- Production : Dario Argento
- Sociétés de production : A.D.C., Cecchi Gori Group, Tiger Cinematografica, Reteitalia
- Pays de production :  Italie
- Langues originales : italien, hongrois, latin
- Format : Couleurs - 1,66:1 — 35 mm
- Genre : Épouvante, fantastique
- Durée : 98 minutes
- Date de sortie : 
  - Italie : 10 mars 1989
  - France : 21 novembre 2016 (DVD)
- Interdit aux moins de 12 ans

## Distribution
- Hugh Quarshie : le père Gus
- Tomas Arana : Evan / Evald
- Fedor Chaliapine fils : l'évêque
- Barbara Cupisti : Lisa
- Giovanni Lombardo Radice : révérend Dominic
- Asia Argento : Lotte
- Roberto Caruso : Freddie
- Roberto Corbiletto : Hermann
- Alina De Simone : la mère de Lotte
- John Karlsen : Heinrich
- Katherine Bell Marjorie : la femme d'Heinrich
- Gianfranco De Grassi : l'accusateur
- John Richardson : l'architecte
- Olivia Cupisti : Mira
- Claire Hardwick : Joanna
- Patrizia Punzo : Miss Brückner
- Lars Jorgenson : Bruno
- Riccardo Minervini : l'écolier
- Enrico Osterman : le bourreau
- Micaela Pignatelli : la photographe
- Michele Soavi : un officier de police

## Accueil critique
« À l'instar de la musique fourre-tout d'ouverture qui mêle allégrement ritournelle moyenâgeuse, grands orgues religieux, nappes synthétiques et guitare électrique hystérique, Soavi jette tous les ingrédients dans le pot mais ne sait pas trier pour aboutir à quelque chose de solide. On pouvait attendre beaucoup du pitch (la barbarie du Moyen-Âge s'emparant du monde moderne, l'opposition entre passé et présent, entre légendes enfouies, croyances et monde moderne... sujet tout juste esquissé par quelques images et par une troublante séquence finale qui rattrape in fine le film) et de l'association Soavi/Argento mais l'on se retrouve avec un petit film de série, pas désagréable pour un sou, mais vite oublié. »

— Olivier Bitoun sur DVDclassik